# Totò, Eva e il pennello proibito
Totò, Eva e il pennello proibito è un film del 1959 diretto da Steno.

## Trama
I truffatori Eva e Raoul, insieme al complice Josè, escogitano una frode ai danni di una miliardaria americana. Il piano dei due consiste nel far dipingere al copista italiano Antonio Scorcelletti una variante della celebre Maja Desnuda, aggiungendo a quest'ultima una camicia da notte. In questo modo, grazie alla compiacenza dell'ignaro e stimato professor Francisco Montiel, cercheranno di spacciare la "Maja in camicia" come un'opera inedita e sensazionale del Goya.
Eva, per vincere le resistenze di Scorcelletti che si rifiuta di ritrarre la Maja Desnuda con una camicia, gli fa credere che si concederà a lui e organizza un incontro clandestino in un separé a "La posada de la chica", incontro che però finirà in bianco.
Scorcelletti, in buona fede perché all'oscuro delle vere intenzioni di Eva e Raoul, una volta scoperto che i due stanno per rivendere la "Maja in camicia" all'esorbitante cifra di 200 milioni si reca subito alla residenza della ricca americana, portando con sé altre sei varianti - tra cui la maja in mutande, la maja in pagliaccetto e la maja in bikini - convinto di poterle vendere allo stesso prezzo ciascuna. 
L'imbroglio viene presto smascherato ma si risolve senza conseguenze per i personaggi coinvolti. Totò e il professor Montiel decidono allora di associarsi dedicandosi alla produzione di falsi, in particolare di venti copie di Raffaello per le quali otterranno però solo venti anni di carcere.

## Riprese
Il film fu girato in gran parte a Roma negli ultimi mesi del 1958 riutilizzando le scenografie di un film appena girato in Italia da Ava Gardner, dal titolo appunto La maja desnuda. Il piano di lavorazione originale prevedeva anche esterni in Spagna, perché così voleva la società madrilena Hesperia, che doveva fornire a Totò un partner spagnolo. Ma l’attore non volle sopportare il viaggio in aereo, che non aveva mai fatto prima in vita sua e non intendeva affrontare ormai sessantenne. Fu quindi cambiata la sceneggiatura e Madrid rimase solo uno sfondo da cartolina turistica. Al posto di un comico spagnolo, venne ingaggiato Louis de Funès, grande attore francese che doppiava Totò in Francia. Oltre a Louis De Funès, nel film c’è la presenza vistosa di Abbe Lane con cui Totò aveva già girato Totò, Vittorio e la dottoressa, di Camillo Mastrocinque.

## Distribuzione
Questo film è uscito anche nei seguenti paesi:
Spagna con il titolo "La culpa fue de Eva", Francia con il titolo "Un coup fumant" ed in Inghilterra con il titolo "Totò a Madrid"

## Critica
Il Morandini (Il Morandini, dizionario dei film, Zanichelli) lo definisce "il peggiore dei 5 film di Totò del 1959".
Nella collana “Il Grande Cinema di Totò”, si afferma che “c’è una mitragliata di battute, di giochi di parole, di equivoci linguistici, ci sono gli scontri con Mario Carotenuto, il truffatore, e Luigi Pavese, il commissario, straripanti di comicità. C’è soprattutto il livello altissimo della recitazione di Totò, che sembra tornato alla vigoria degli anni più giovani, per dar vita all’ingegnosissimo pittore. L’allusione alla vitalità dei vent’anni fornisce addirittura il fulminante finale del film. Eppure questa splendida antologia della comicità di Totò incappò nella solita incomprensione. Tanto che la sua celebre, collaudata uscita “ogni limite ha una pazienza” venne definita “battuta a ogni costo spiritosa che fa tanto sabato grasso”. Il tempo ha fatto giustizia”.